# Malfew Seklew
Malfew Seklew (1863 – 9 de fevereiro de 1938) foi um nietzscheano britânico conhecido por sua promoção do egoísmo, particularmente nos Estados Unidos.  

## Biografia
Nascido em Sheffield, na Inglaterra, como Fred M. Wilkes, seu pai era um rico cervejeiro. Ele se tornou um escriturário do Nottingham Journal, onde afirmou ter trabalhado ao lado de JM Barrie. Ele se tornou um defensor primeiro do fabianismo e depois do anarquismo, e afirmou ter trabalhado para o jornal de Kropotkin por um tempo.  Ele então desenvolveu um interesse no trabalho de Friedrich Nietzsche e fundiu isso com suas outras crenças, criando o que ele chamou de "Escola Egoísta-Materialista-Libertária-Socialista"; mais tarde, ele cunhou o termo mais curto, "ategoísmo". Ele afirmou que isso combinava economia socialista com política anarquista, ideias da Federação Social-Democrata, ciência em geral e o trabalho de Nietzsche. Porém, mais tarde na vida, ele se tornaria um capitalista em economia e seria crítico do socialismo e do comunismo.
Wilkes mudou-se para a cidade de Nova York em 1885, onde começou a expor suas ideias em discursos nas esquinas. Embora atraísse poucos apoiadores, seus discursos fluentes e aparente familiaridade com muitas figuras proeminentes garantiram que ele atraísse grandes grupos para ouvi-lo falar. Durante esse tempo, ele adotou o nome de "Malfew Seklew" e afirmou ter se candidatado ao Congresso.
Seklew voltou ao Reino Unido por volta de 1900, estabelecendo-se em Bradford . Lá, ele trabalhou com JW Gott em The Truthseeker, e mais tarde expôs suas ideias em The Eagle and The Serpent, um jornal do qual ele era editor associado, enquanto dirigia o Chicago Lunch Bar. Ele se mudou para Chicago em 1916, onde se tornou um orador regular no Dil Pickle Club . Como muitos dos palestrantes se descreviam como "professores", ele decidiu inventar um título superior, chamando-se Sirfessor Wilkes Barre. Ele vendia cópias de um panfleto, em grande parte composto por ditos de filósofos medievais, intitulado "O Evangelho Segundo Malfew Seklew", e complementava sua renda com a venda de outros produtos, como piteiras. Seklew compartilhou muitas de suas ideias com Ragnar Redbeard, e os dois dividiram uma propriedade por um tempo na década de 1920.
Seklew participou de um concurso de fala sem parar em Nova York em 1928. Embora tenha desistido no segundo dia, ele atraiu a atenção ao se descrever como o "criador de mais palavras novas do que qualquer homem no mundo" e como "transcendendo a sagacidade de Shakespeare". Nessa época, mudou-se para a cidade, continuando a falar publicamente, geralmente na Broadway. Em 1934 ele começou a ocupar uma propriedade condenada na Primeira Avenida ; ele morreu em 1938.